# Aracataca

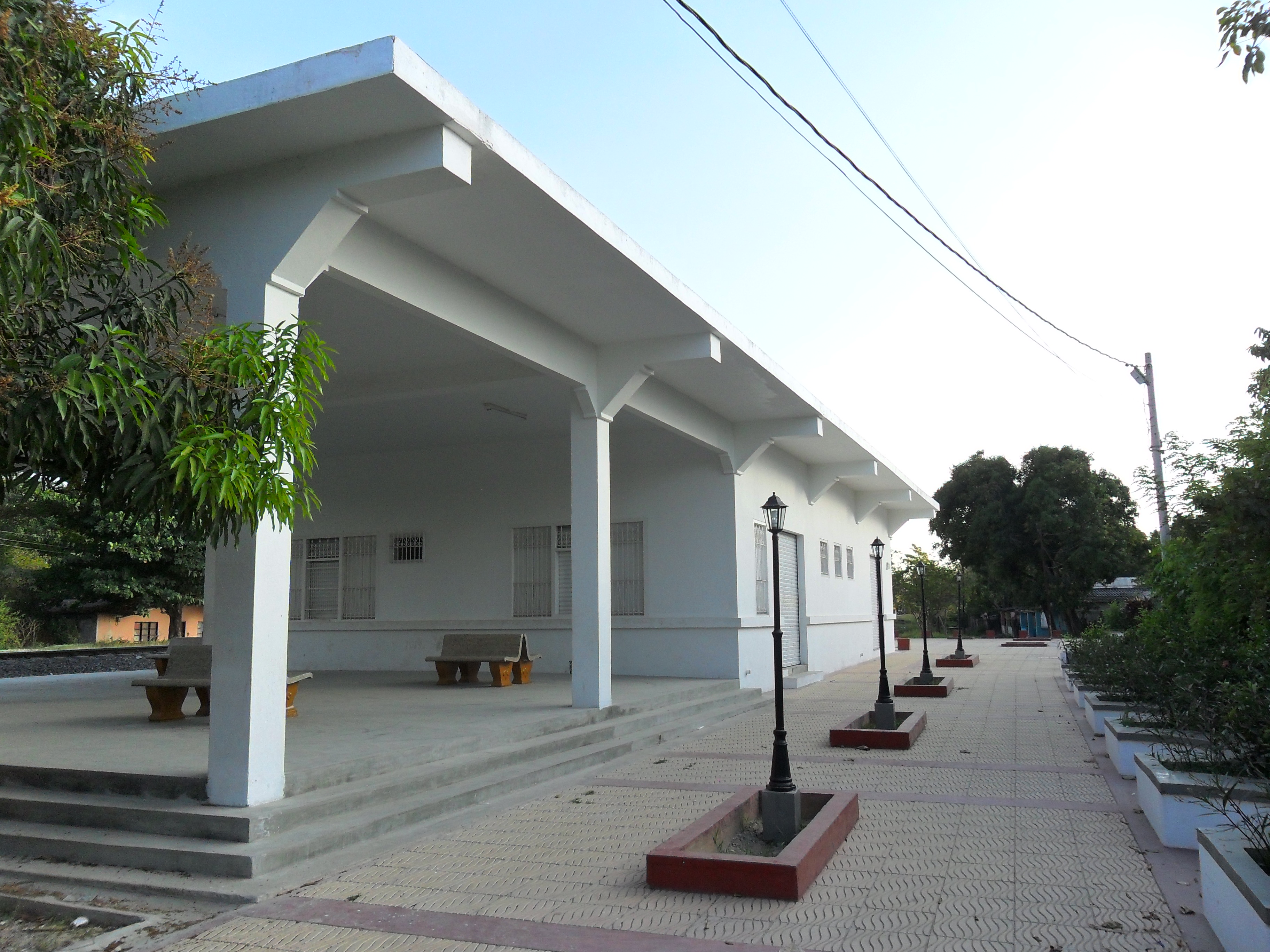
Aracataca's Train Station

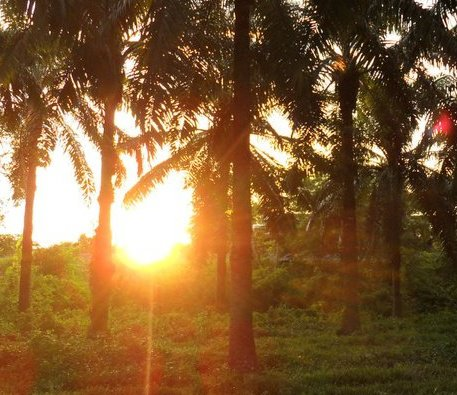
Magic realism forest in Aracataca

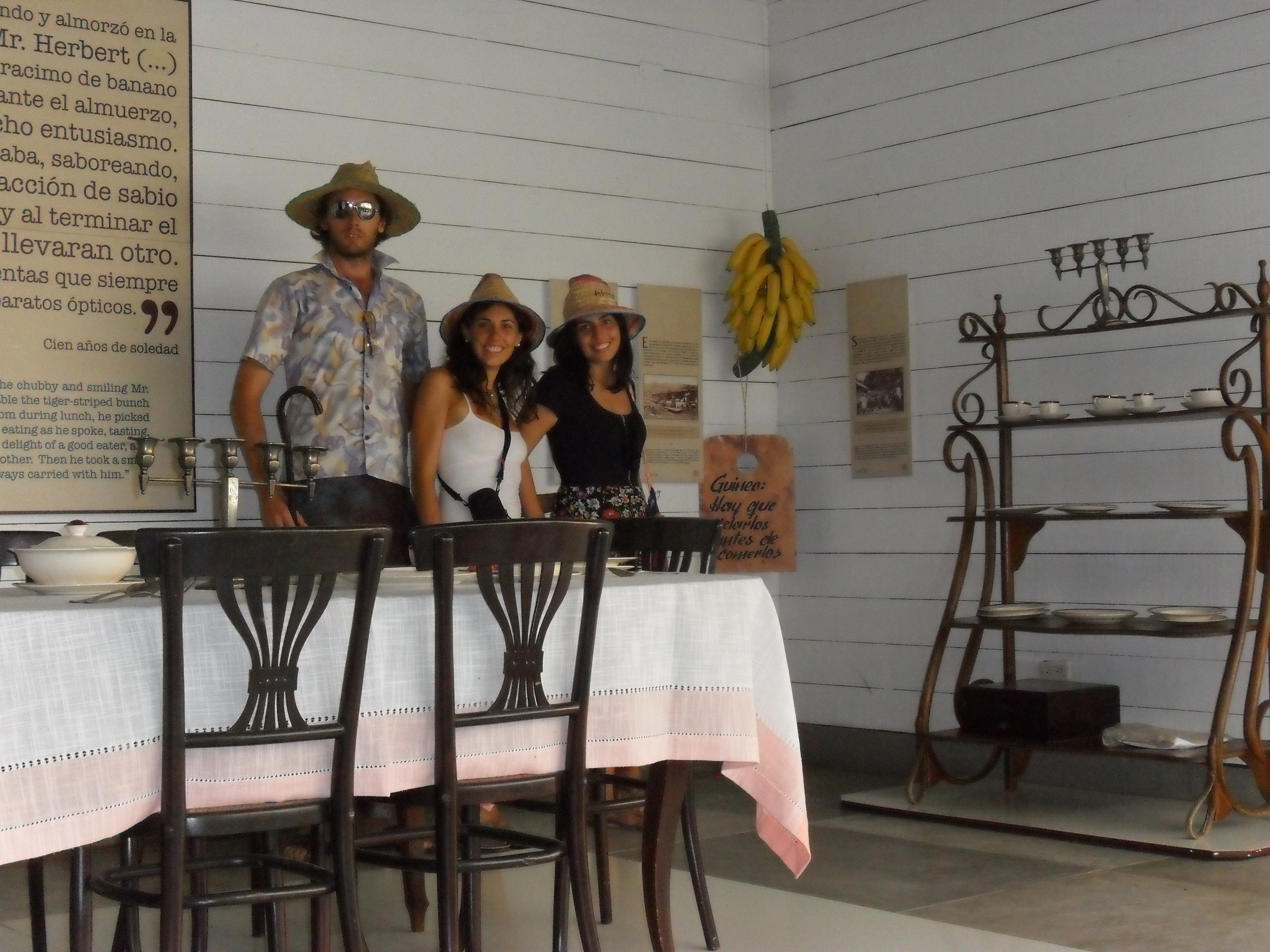
La casa natale di Gabriel Garcia Marquez a Aracataca

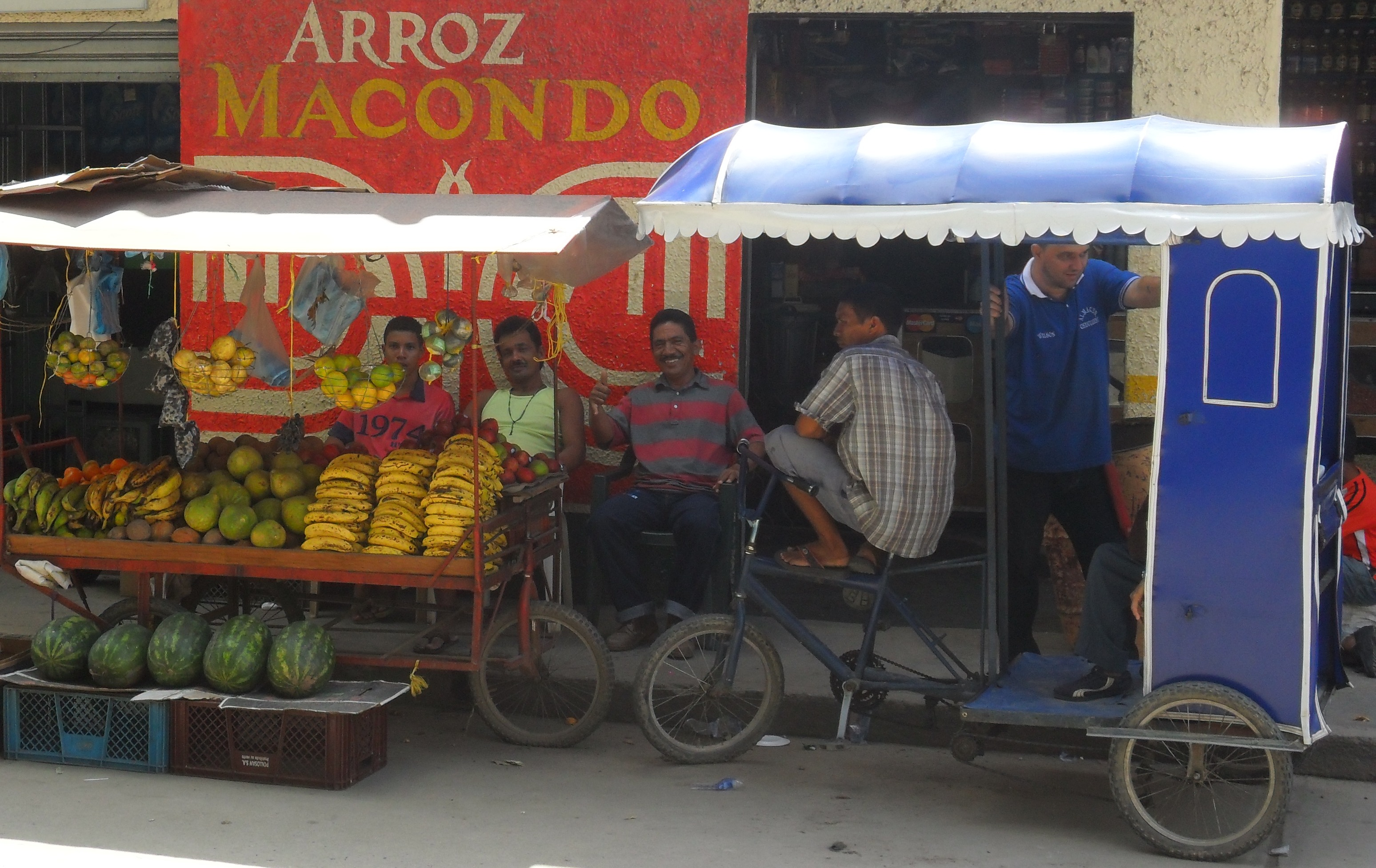
La via principale

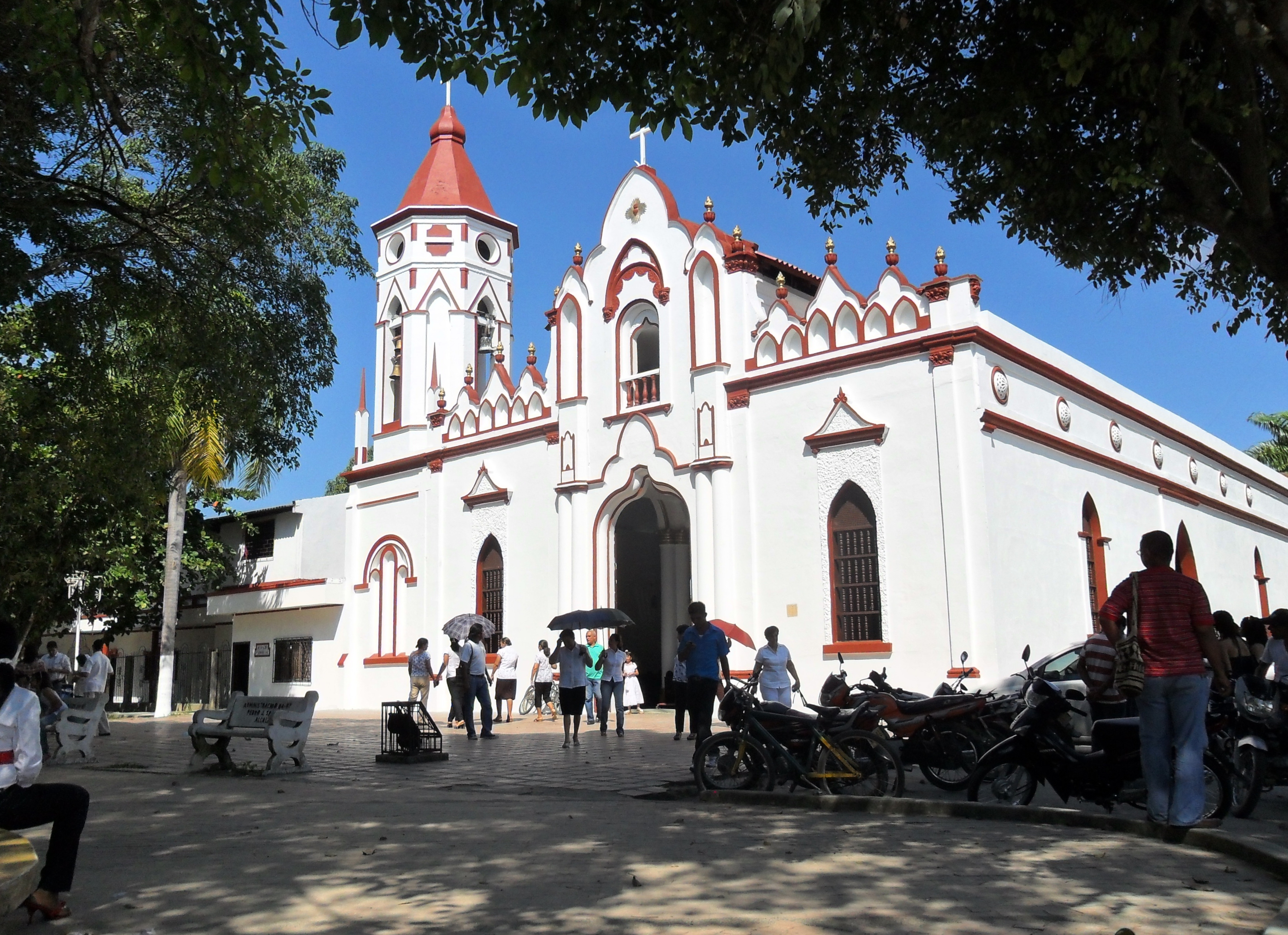
La chiesa di Aracataca dove Marquez fu battezzato

Aracataca (talvolta, colloquialmente, Cataca) è un comune del dipartimento di Magdalena in Colombia.
È stata fondata nel 1885 sulla riva del fiume Aracataca, che scende dalla vicina catena della Sierra Nevada de Santa Marta attraverso la palude di Ciénaga Grande.
La cittadina si trova circa 80 km a sud del capoluogo del dipartimento, Santa Marta.

## Geografia e clima
Il comune confina a nord con quelli di Zona Bananera, Santa Marta e Ciénaga; a est con Pueblo Bello e Valledupar nel dipartimento di Cesar; a sud con il comune di Fundación; a ovest, infine, con quelli del Retén e di Pueblo Viejo.
Il clima di Aracataca è tipicamente tropicale, caldo e umido tutto l'anno.

## Storia
Aracataca è una città fluviale fondata nel 1885. Acquisì lo status di municipio nel 1912, che però perse a favore del municipio di Pueblo Viejo.
Il 25 giugno 2006, venne indetto un referendum per ribattezzare la città "Aracataca-Macondo" che però fallì per mancato raggiungimento del quorum dei votanti. L'iniziativa aveva lo scopo di celebrare la città come paese natale del celebre scrittore colombiano Gabriel García Márquez, dando così alla città il nome dell'immaginario paese di Macondo, noto ai lettori di Márquez per essere l'ambientazione del suo più noto romanzo Cent'anni di solitudine.

## Geografia antropica

### Rurale

#### Corregimiento
- Buenos Aires
- Cauca
- Sampues
- La Fuente.

#### Veredas
Aracataca comprende 13 veredas che sono:
- Tehobromina
- El Torito
- Macaraquilla
- La Escondida
- Bocatoma
- La Ribiera
- La Fuente
- Cerro Azul
- El Volante
- El porvenir
- Marimonda

#### Caseríos
Aracataca ha 3 caseríos:
- Serankua
- Yechikin
- Dwanawimaku

### Urbana

#### Quartieri
La città di Aracataca è formata da 33 quartieri: La Esperanza, La esmeralda, Zacapita, 2 de febrero, 20 de Julio, Ayacucho, Nariño, Loma Fresca, 7 de Agosto, El Carmen, Cataquita, Macondo, El Suiche, El Pradito, 11 de Noviembre, 7 de Abril, Ciudadela macondo, San José, Base, Marujita, Las delicias, Centro, Boston, El Porvenir, 1 de Mayo, Galán, San Martín, Bello Horizonte, Raíces, Macondo, Villa del Río I y II.

## Economia

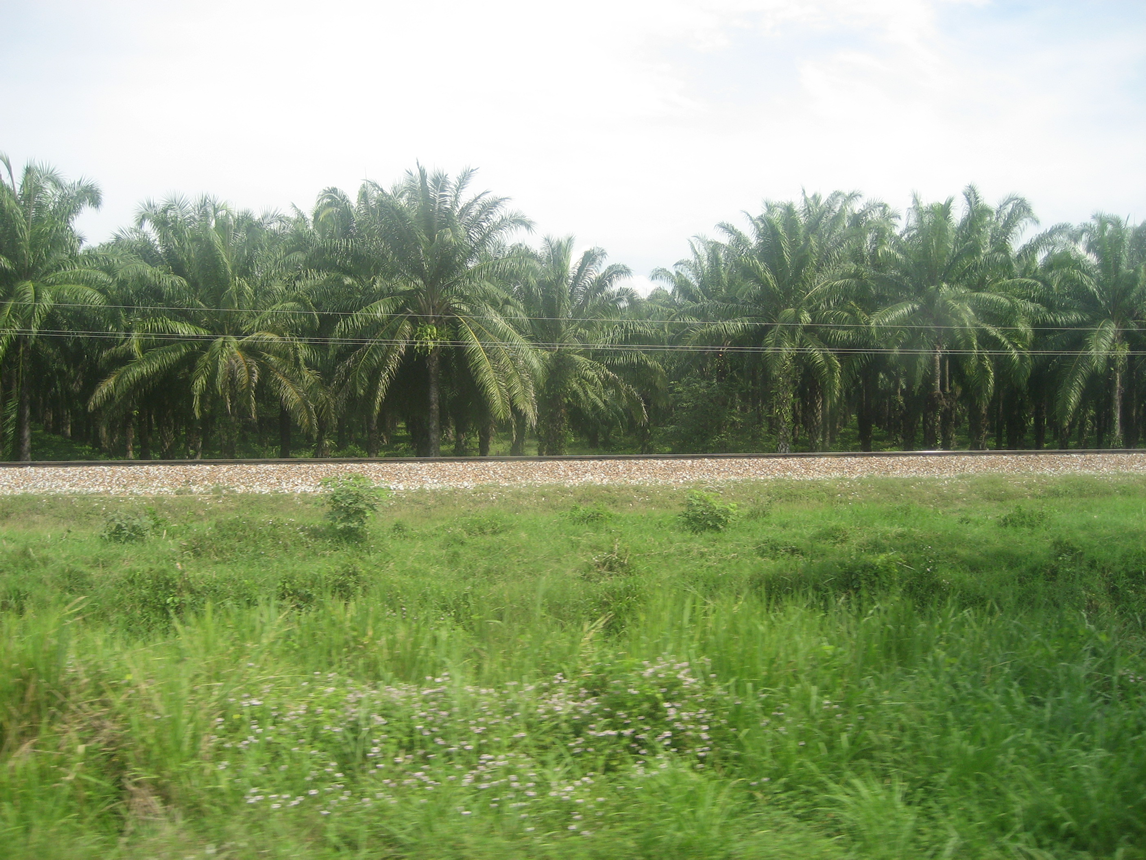
Piantagioni di palma da olio presso Aracataca.

Le risorse economiche di Aracataca si fondano soprattutto sull'agricoltura e in particolare sulla coltivazione della palma da olio, riso, cotone, canna da zucchero, banane, yucca, pomodori e sull'allevamento di bestiame di vario genere. Il commercio rappresenta una forma alternativa e secondaria di attività economica e viene praticato in maniera informale e non organizzata logisticamente, soprattutto lungo l'autostrada principale verso Santa Marta dove si trovano diversi negozi che vendono teli da mare ed altri articoli da mare.

## Infrastrutture e trasporti
I mezzi di trasporto nella città e nei dintorni di Aracataca sono soprattutto di terra data la non navigabilità dei fiumi, sono presenti dei piccoli aeroporti usati principalmente da aeroplani per la suffumigazione agricola.
La città è attraversata dalla Highway 45 che partendo da Santa Marta, passa per Aracataca, Fundación, El Copey, Bosconia, Curumaní fino al Cesar Department e prosegue verso sud fino alla Colombian Andean Region. La ferrovia non è più impiegata per il trasporto pubblico ma è utilizzata esclusivamente per il trasporto di carbone dalla regione di La Loma del Central Cesar Department per il Port of Santa Marta. Ci sono molte altre compagnie che offrono servizio di trasporto interregionale e intermunicipale con autobus di medie dimensioni, monovolume e taxi.

## Cultura

### Festività
Gli abitanti di Aracataca celebrano la tradizione cattolica dei Re magi il 6 gennaio di ogni anno, il Carnevale e la settimana santa tra febbraio e marzo, una settimana culturale, il Festival delle Canzoni Inedite (Festival de la Canción Inédita), l'anniversario della città in aprile e il Festival del Fiume (Festival del Río).

### Cultura di massa
È il paese natale di Gabriel García Márquez ed è riconosciuto come modello per il leggendario "Macondo", il villaggio principale del capolavoro di García Márquez, Cent'anni di solitudine.

## Curiosità
Questo luogo è citato nel testo della canzone "Oh, Vita!" cantata da Jovanotti e presente nell'omonimo album uscito nel 2017.
Aracataca (Non voglio cambiare pianeta 2) è anche il titolo del docutrip di 22 puntate, girato da Lorenzo Jovanotti e pedalato assieme ad Augusto Baldoni in Ecuador e Colombia, tra gennaio e febbraio 2023 e visibile in streaming su RaiPlay.